# Рот-ам-Зе
Рот-ам-Зе (нем. Rot am See) — община в Германии, в земле Баден-Вюртемберг. 
Подчиняется административному округу Штутгарт. Входит в состав района Швебиш-Халль.  Население составляет 5234 человека (на 31 декабря 2010 года). Занимает площадь 74,81 км².